# 祝朝奉
祝 朝奉（しゅく ちょうほう）は、中国の小説で四大奇書の一つである『水滸伝』の登場人物。
第47回から50回まで登場する、鄆州の独竜岡の祝家荘という村の長者。多数の兵士と3人の息子を初めとする豪傑を抱え梁山泊打倒を目論む。2代目首領晁蓋の元で組織として勢力を増してきた梁山泊軍にとって、初の本格的な対外戦争の敵として登場した。なお、朝奉とは豪紳に対する尊称であり、個人名ではない。従って彼の本名は作中には登場しない。

## 生涯
祝朝奉の名が作中に登場するのは、翠屏山の騒動の後、梁山泊に身を寄せようとした楊雄、石秀、時遷が途中で立ち寄った祝家荘の宿屋で騒動を起こし、村人に時遷を捕らえられた楊雄らが逃げ込んだ居酒屋で、楊雄の顔馴染みでもある店の主人杜興の口から独竜岡三荘について語られた際の事である。独竜岡には三つの村が隣接しており、中央に祝家荘、西側に扈家荘、東側に李家荘があり、三荘の兵力を合わせると2万にも達するという。祝家荘はその三荘の中でも最大の勢力を誇り、主の祝朝奉を中心に、祝氏の三傑と呼ばれる長男の祝龍、次男の祝虎、三男の祝彪などの息子たちや、鉄棒の異名を取る武芸師範欒廷玉らと共に羽振りを利かせ、隣接する扈家荘、李家荘と共同戦線を布いて梁山泊に対抗していた。
杜興の提案で、楊雄と石秀は祝朝奉の縁戚関係で盟友でもある李家荘の主李応を通じて、捕縛された時遷の解放を祝朝奉に要求するが、手紙による要求は祝家の三兄弟に侮辱と共に一蹴され、李応自身が直接出向いて直談判に及ぼうとすると、かえって祝彪の手で矢傷を負わされてしまう。万策尽きた楊雄らは李家を辞し、そのまま梁山泊に駆け込むと、首領の晁蓋、副首領の宋江らに時遷の救出を懇願したところ、梁山泊の側でも人員の増加に伴い糧秣が不足していた関係から、祝家荘攻略が宋江、呉用らからも提言され、宋江を総大将とする遠征軍が編成される運びとなった。
かくして祝家荘は梁山泊軍と干戈を交えることになったが、元々梁山泊軍の来襲に備えて軍備を固めていた祝家荘の守りは堅牢であり、欒廷玉や扈家荘から援軍として駆けつけてきた、同じく縁戚関係にある女将軍扈三娘（祝彪の婚約者）の活躍もあって、多数の英雄豪傑を抱える梁山泊軍を相手に互角以上の戦いを繰り広げる。林冲の手で扈三娘が捕縛されてしまう一幕もあったものの、2度の戦いで黄信、楊林、王英、秦明、鄧飛を手取りにするという赫々たる戦果を挙げた。
しかし、欒廷玉の義兄弟であり豪傑としても名高い登州の提轄孫立とその一族を、味方として自陣に招き入れてしまったことから、その優位は揺らぎを見せ始める。孫立が家族を連れていたことや、武芸師範である欒廷玉の昔馴染みであることから、祝朝奉も息子たちも彼らのことをすっかり信用してしまっていたが、実は孫立は既に梁山泊に通じており、内応のために送り込まれていた。孫立は攻め寄せてきた石秀を捕縛してみせ、祝朝奉たちを信用させると、四手に分かれて梁山泊軍が総攻撃を仕掛け、三傑や欒廷玉らがその迎撃のために出撃した頃合を見計って、捕らえられた頭領たちを解放し、屋敷に居た者たちを皆殺しにした。祝朝奉は井戸の中に身を隠そうとしたが、石秀によって首を討たれてしまう。迎撃に出ていた息子たちもそれぞれ討ち取られ、祝家荘の50万石に及ぶ金銭糧秣はことごとく梁山泊によって接収される。